# Norbert Kapeller
Norbert Karl Kapeller (* 7. Jänner 1970 in Freistadt, Oberösterreich) ist ein ehemaliger österreichischer Politiker (ÖVP).

## Leben
Norbert Kapeller besuchte ab 1976 die Volksschule in Selker und ab 1980 die Hauptschule in Pregarten. Es folgte die Höhere landwirtschaftliche Bundeslehranstalt in St. Florian, wo er 1989 maturierte. Daran anschließend folgte der Präsenzdienst, bevor er zwischen 1991 und 1993 die Gendarmerieschule in Linz besuchte. Zwischen 1998 und 2000 erfolgte die Ausbildung zum gehobenen Polizeidienst. Norbert Kapeller hat den 1. Studienabschnitt der Rechtswissenschaften an der Johannes-Kepler-Universität in Linz abgeschlossen.
Nach seiner Zeit als Gendarmeriebeamter 1991–1999 wurde er Mitarbeiter des Bundesasylamts in Linz (1999). Im Jahr 2000 folgte der Wechsel in die Sicherheitsdirektion Oberösterreich und seit 2006 ist Kapeller leitender Beamter im Innenministerium.
Seine politische Karriere begann 1997 als Mitglied des Gemeinderates der Stadt Freistadt. Seit 2000 war Norbert Kapeller Bezirksparteiobmann der ÖVP im Bezirk Freistadt.
Am 20. Dezember 2002 wurde Norbert Kapeller Abgeordneter des österreichischen Nationalrats und blieb es bis zum 29. Oktober 2006 (22. Gesetzgebungsperiode). Nach dem Mandatswechsel von Reinhold Mitterlehner zog Kapeller am 15. Jänner 2007 erneut in den Nationalrat ein. Nach dem Ende der 23. Gesetzgebungsperiode am 27. Oktober 2008 schied er vorerst wieder aus dem Nationalrat aus, konnte aber durch die Ernennung von Reinhold Mitterlehner zum Wirtschaftsminister auf dessen Sitz nachrücken und wurde am 3. Dezember 2008 neuerlich angelobt.
Im März 2011 geriet Kapeller in die öffentliche Kritik. Ihm wurde vorgeworfen, einen Behindertenausweis missbräuchlich genutzt zu haben. Die Polizei hat in seinem auf einem Behindertenparkplatz geparkten Fahrzeug einen Behindertenausweis entdeckt, der einem bereits 2001 verstorbenen Verwandten gehörte. Der Politiker gab an, seine Frau habe den Ausweis missbräuchlich verwendet; die Strafe aufgrund Gebrauches eines fremden Ausweises wurde bezahlt, der Bezirksanwalt habe die Ermittlungen eingestellt.
Infolge des politischen Drucks auch aus der eigenen Partei trat er entgegen ersten Stellungnahmen am 14. März 2011 von all seinen politischen Ämtern zurück. Er sprach dabei von einer „Menschenjagd“. Vom Bundesministerium für Inneres wurde für Kapeller zum 1. Juni 2011 ein Dienstposten in der Abteilung Gedenkdienst und Kriegsgräberfürsorge mit einem Büro in der Gedenkstätte KZ Mauthausen geschaffen.
Im Herbst 2011 geriet Kapeller allerdings neuerlich in die Kritik, nachdem er als im Krankenstand befindlicher Polizeibeamter nebenberuflich eine Sicherheitsfirma gegründet hatte, an seinem Dienstposten jedoch nicht erschien. Auf Grund dieser Kritik trat er aus der ÖVP auch als einfaches Parteimitglied aus.

## Privates
Norbert Kapeller ist verheiratet und lebt mit seiner Familie in Freistadt.